# Christoph Baumann (Musiker)
Christoph Baumann (* 26. Juni 1954 in Baden AG) ist ein Schweizer Pianist des Modern Jazz und der freien Improvisationsmusik.

## Leben und Wirken
Baumann war zunächst nach der Ausbildung am Lehrerseminar Wettingen kurzzeitig als Lehrer tätig. Von 1975 bis 1979 absolvierte er die Swiss Jazz School in Bern. 1975 gründete er das kabarettistisch beeinflusste Jerry Dental Kollekdoof. Dann leitete er mit Hämi Hämmerli das Baumann-Hämmerli-Sextett und mit Urs Blöchlinger die Grossformation Cadavre exquis und das Rezessionsorchester. Er gründete die Latin-Experimentalformation Mentalities und das Crossoverprojekt Symphonic Salsa. Mit Jacques Siron leitet er die Gruppen Afro Garage, Nuit Balte (mit Petras Vyšniauskas) und das Septet Rouge, Frisé & Acide 7. Mit seinen eigenen Gruppen oder als Sideman tourte er in der Schweiz, in Europa, Lateinamerika, Indien und Madagaskar und spielte auf den Leipziger Jazztagen und weiteren Festivals, wie dem von Montreux, Willisau, Vilnius, Nîmes, Cluny, Santiago de Cuba, Havanna, Bangalore, Sofia oder Moskau. Er spielte mit Musikern wie Joe Malinga, Jean-Luc Barbier, Bennie Wallace, Tom Varner, Marco Käppeli, Martin Schlumpf, Runo Ericksson, Christy Doran, Hans Kennel, Betty Legler, Laurent Dehors, Gianluigi Trovesi, Didier Levallet, Fred Frith und Franziska Baumann. Auch wirkte er in Gruppen wie Omnibus, dem Schweizer Schlagzeugensemble und Potage du Jour, Swiss Improvisers Orchestra und trat mit dem französischen Orchestre National de Jazz und La Marmite Infernale auf.
Zwischen 1982 und 1990 war er Lehrer für Improvisation am Konservatorium Zürich; daneben hatte er Lehraufträge an der Jazzschule St. Gallen und an der Hochschule für Musik Luzern, wo er heute Professor für Jazzpiano und Improvisation ist. Daneben war er zwischen 1990 und 1999 einer der Organisatoren der «Tagung für Improvisation» in Luzern und war als Programmgestalter für verschiedene Jazzreihen verantwortlich. Seit 1976 schrieb er Musik für Film und Theatermusiken. Er verfasste die Sprechopern «Attinghausen», «Ds Grais» und «Hinter den sieben Bergen».

## Diskographische Hinweise
- Jerry Dental Kollekdoof: Kochendes Inferno
- Baumann-Hämmerli-Sextett: Structure and Spaces
- Cadavre Exquis: Cadavre Exquis
- Vyšniauskas-Baumann-Siron: Nuit Balte (1994)
- Symphonic Salsa: Symphonic Salsa
- Baumann, Kennel, Legler, Ziegler: Chriesibaum im Jahresring
- Baumann Large Ensemble: Kein schöner Land (2008)